# محمدعلی غضنفری
محمدعلی غضنفری  از سیاستمداران ایرانی بود، که در دوره‌های پانزدهم و شانزدهم بعنوان نماینده خرم‌آباد در مجلس شورای ملی حضور داشت.